# Paterswoldseweg
De Paterswoldseweg (tot 1928 Eelderstraatweg) is een grote straat in Groningen. De straat verbindt  de stad Groningen en Eelde-Paterswolde met het centrum. De weg werd in 1862 aangelegd na de voltooiing van het Noord-Willemskanaal een jaar eerder.

## Loop van de weg
Het eerste stuk van de Paterswoldseweg loopt tot aan de tunnel onder de spoorlijn Groningen - Leeuwarden. Meest markante gebouw aan dit deel is de fabriek van Theodorus Niemeijer. In het verleden lag op deze plek een gevaarlijke overweg, welke vaak langdurig gesloten bleef en daarmee een obstakel voor het verkeer vormde. In 2015 werd besloten hiervoor een tunnel aan te leggen. De busbaan tussen Hoofstation en P+R Hoogkerk liep tijdelijk met een viaduct naast de spoorlijn  over de Paterswoldseweg. Deze werd in 2018 vervangen door een busbaan op het tunneldak.
Het tweede deel loopt van het spoor tot aan het viaduct van de A7. Aan de westzijde van de weg ligt de wijk Laanhuizen, aan de oostzijde de Grunobuurt waar een ingrijpende stadsvernieuwing heeft plaatsgevonden. Direct voorbij Laanhuizen vormt de Paterswoldseweg de oostgrens van het Stadspark. Vroeger lag hier ook de IJsbaan van Groningen, inmiddels staan daar kantoren. Iets naar het zuiden is een afslag naar Martiniplaza.
Voorbij het viaduct wordt de Paterswoldseweg de centrale as van Corpus den Hoorn. De weg wordt hier omzoomd door lage flats uit het einde van de vijftiger jaren van de twintigste eeuw. Dit derde deel eindigt bij de kruising met de Laan van Corpus den Hoorn, met op de hoek het oude gebouw van de Gasunie.
Het nieuwste deel van de weg loopt eerst door een kantorengebied met aan de rand daarvan het vernieuwde Martiniziekenhuis. Daarna loopt de weg langs de oostzijde van de Piccardthofplas om te eindigen voorbij de parkeerplaats van de Hoornseplas. De weg eindigt op de grens met de gemeente Tynaarlo; de doorgaande weg naar Eelde-Paterswolde heet vanaf daar de Groningerweg. Ook is hier een aansluiting op de Terborchlaan en de Borchsingel naar de nieuwe wijken Piccardthof en Ter Borch.

## Geschiedenis

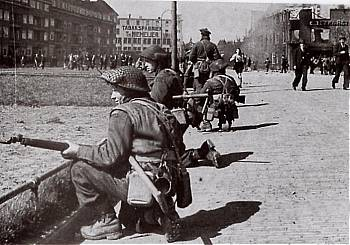
Canadese soldaten op de Paterswoldseweg, april 1945

Aan het eind van de Tweede Wereldoorlog zijn er rond de Paterswoldseweg hevige gevechten geleverd tijdens de slag om Groningen. Op 13 april 1945 kwamen vanuit het zuiden de Canadese troepen via de Paterswoldseweg de stad binnen. De eerste tank werd gelijk al getroffen door een Duitse antitankgranaat, waardoor de bestuurder dodelijk gewond raakte. Hij was het eerste slachtoffer van de slag. Op Paterswoldseweg 188 herinnert een plaquette aan deze gebeurtenis.
De weg is aanzienlijk drukker geworden door de bouw van de nieuwbouwwijk Ter Borch. De weg zal na verloop van tijd wellicht weer minder druk gaan worden door nieuwe aansluitingen aan de A7.